# Vi (kana)
A vi (ゐ hiraganával, ヰ katakanával, Hepburn: wi) egy ma már nem használt japán kana, amely a ve kanával (ゑ hiraganával, ヱ katakanával) együtt az 1946-os írásreform után kikerült a hivatalos kanatáblázatból. Ma már az i kanát (い, illetve イ) használják helyette.
|          | Hepburn és magyaros | Hiragana (Unicode) | Katakana    |
| -------- | ------------------- | ------------------ | ----------- |
| Alapalak | wi vi               | ゐ (U+3090)        | ヰ (U+30F0) |

## Történelme

### Nara-kor
A Nara-kor alatt a ゐ-t [vi]-nek, az い-t [i]-nek ejtették, ekkor a két kiejtés még elkülönült, és a Manjó-gana rendszerben is határozott különbség volt aközött, hogy melyik kandzsikat melyik hang leírására használják. Például a 井, 位, 為, 猪, 謂, 藍 kandzsik a vi-nek, míg az 已, 五, 以, 伊, 怡, 射, 移, 異 kandzsik az i-nek feleltek meg.

### Heian-kor
A Heian-korban a ゐ és az い még mindig két különböző kiejtésű írásjegy volt. Az ekkor keletkezett Irohában, amit úgy írtak, hogy a japán szótagábécé összes tagját egyszer használja fel, az い, え, és お (i, e, and o) hangoktól megkülönböztetve szerepel a ゐ, ゑ, és を (vi, ve, és vo).
A korszak végén már jelentek meg példák a két karakter keverésére, bár ekkor ezek még csak elvétve fordultak elő. Például a Tosza nikkiben a szerző, Ki no Curajuki a „海賊報いせむ”-t (kaizoku mukui szemu) „かいぞくむくゐせむ”-ként (kaizoku mukuvi szemu) írta, az い-t felcserélte ゐ-re. 
Továbbá a Nara-korban helyenként már megjelent az a jelenség, amit „Ha-soros változásnak” hívnak, mikor is a szóközi [h] hangot elkezdik [v]-ként ejteni. Így a Heian-korban a szóközi ひ-t (hi) ugyancsak [vi]-nek ejtették, ami a ひ és a ゐ keveréséhez vezetett.

### A Kamakura-kortól a Muromacsi-korig
A Kamakura-korra a ゐ és az い keverése már eléggé gyakori volt, továbbá és a 13. századra a ゐ kiejtése is [vi]-ből [i]-vé vált. A Ha-soros változás és néhány egyéb szótag összeolvadásának következtében számos kanának ugyan az lett a kiejtése, így a helyesírás is rendszertelen lett.
Fujivara no Teika a Gekansú egy fejezetében szabályokat fektetett le 60 szó helyesírására, számos 11. század közepi és 12. századi művet felhasználva, amiben benne voltak a を/お (vo/o), え/へ/ゑ (e, he, ve), és い/ひ/ゐ (i, hi, vi) kanák, bár az általa használt forrásokban is voltak következetlenségek.
Később, a Nanbokucsó-korban adta ki Gjóa a Kanamodzsidzukai („A kanahasználat”) című művét, melyben több mint 1000 szó írásmódját tisztázta.
A 16. századi keresztény latin betűs átiratú dokumentumokban a ゐ-t és az い-t i, j, vagy y-ként írták, bár ekkor már a kiejtésük minden esetben [i] volt.

### Sóva-kor
1946-ban vezették be a Gendai kanadzukai-t („Modern kanahasználat”), mely szerint az írásnak a kiejtést kell követni. Ezek után a történelmi kanahasználatban lévő ゐ-t teljesen lecserélték az い kanára, így az előbbit már nem használják.

### Mai előfordulása
Bár az 1946-os reformot követően a ゐ nem kapott helyet a modern kanahasználatban, mégis van példa a felbukkanására. Ilyen például a Nikka Whisky (ニッカウヰスキー), ami nevében megőrizte a whisky régi írásmódját a mai ウイスキー helyett, vagy a Yoviko nevű humorista páros, akik a nevüket よゐこ-ként írják.

## Fordítás
- Ez a szócikk részben vagy egészben  a   Wi (kana) című angol Wikipédia-szócikk fordításán alapul.  Az eredeti cikk szerkesztőit annak laptörténete sorolja fel. Ez a jelzés csupán a megfogalmazás eredetét és a szerzői jogokat jelzi, nem szolgál a cikkben szereplő információk forrásmegjelöléseként.